# Mark Cejtlin
Mark Daniłowicz Cejtlin, ros. Марк Данилович Цейтлин (ur. 23 września 1943 w Leningradzie, zm. 25 stycznia 2022 w Beer Szewie) – izraelski szachista pochodzenia rosyjskiego, arcymistrz od 1997 roku.

## Kariera szachowa
Trzykrotnie (1967, 1970, 1971) startował w finałach indywidualnych mistrzostw Związku Radzieckiego, był także czterokrotnym mistrzem Leningradu (1970, 1975, 1976, 1978). W 1973 r. odniósł pierwszy międzynarodowy sukces, zwyciężając w Ołomuńcu. Kolejny znaczący sukces osiągnął w 1978 r., triumfując w memoriale Akiby Rubinsteina (przed Ulfem Anderssonem, Josifem Dorfmanem, Markiem Diesenem i Ivanem Farago) w Polanicy-Zdroju. W tym samym roku zwyciężył również w międzynarodowym turnieju w Słupsku. Pod koniec lat 80. XX wieku wyjechał do Izraela i przyjął obywatelstwo tego kraju. W następnych latach sukcesy osiągnął m.in. w Groningen (1994, dz. I m. z m.in. Arielem Sorinem, Ildarem Ibragimowem, Siergiejem Szipowem i Siemionem Dwojrisem), Tel Awiwie (dwukrotnie dz. I m. w 2002 r.), Aszdodzie (2004, otwarte mistrzostwa Izraela, dz. III m. za Zvulonem Gofshteinem i Michaelem Roizem, wspólnie z m.in. Siergiejem Erenburgiem), Beer Szewie (2005, I m.) oraz w Giv'atayim (2005, dz. I m. z Alonem Greenfeldem i 2006, dz. I m. z Jakowem Zilbermanem).
Najlepsze wyniki w karierze osiągnął w zawodach o mistrzostwo Europy seniorów (zawodników pow. 60. roku życia): w swoim dorobku posiada cztery złote (2004, 2005, 2008, 2013) oraz srebrny medal (2006) tych rozgrywek.
Najwyższy ranking osiągnął 1 lipca 1995 r., z wynikiem 2545 punktów dzielił wówczas 10-12. miejsce wśród izraelskich szachistów.